# 索菲·多克特
索菲·多克特（荷蘭語：Sofie Dokter，2002年12月19日—），荷兰女子田径运动员，2023年欧洲U23田径锦标赛女子七项全能银牌得主、2024年世界室内田径锦标赛女子五项全能铜牌得主。